# 煉金術士 (懸疑小說)
《煉金術士》(Alchemist)是英國作家彼德·詹姆士1996年的懸疑小說。

## 故事簡介
蒙特娜.巴拿馬是諾貝爾醫學獎得獎者，遺傳學家巴拿馬博士的女兒，為了得到研究資金，他們加入了全世界最大的藥廠--班迪克斯.斯奇爾公司。蒙特娜從女記者中得知有婦女服用班迪克斯.斯奇爾公司的治療不孕的藥物後，都患上胎兒畸形綜合症。後來協助蒙特娜調查班迪克斯.斯奇爾公司的實驗室經理、女記者、專利律師等人都離奇身亡。蒙特娜不得不陷入這場為人類安全和基因研究的正義調查。